# Polynoncus brevicollis
Polynoncus brevicollis är en skalbaggsart som beskrevs av Johann Friedrich von Eschscholtz 1822. Polynoncus brevicollis ingår i släktet Polynoncus och familjen knotbaggar. Inga underarter finns listade i Catalogue of Life.